# Scott Frost
Scott Frost (...) è uno scrittore e sceneggiatore statunitense.
Figlio dell'attore Warren Frost e fratello di Mark Frost, ha collaborato alla scrittura di due episodi de I segreti di Twin Peaks.
È autore del romanzo L'autobiografia dell'agente speciale Dale Cooper: La mia vita, i miei nastri.